# Greenidea hirsuta
Greenidea hirsuta är en insektsart. Greenidea hirsuta ingår i släktet Greenidea och familjen långrörsbladlöss. Inga underarter finns listade i Catalogue of Life.